# USS LST-1119
O USS LST-1119 foi um navio de guerra norte-americano da classe LST que operou durante a Segunda Guerra Mundial.